# Paszowo
Paszowo (bułg. Пашово) – wieś w Bułgarii. Obwód Chaskowo, gmina Swilengrad. Według danych szacunkowych Ujednoliconego Systemu Ewidencji Ludności oraz Usług Administracyjnych dla Ludności, 15 grudnia 2018 roku miejscowość liczyła 8 mieszkańców.